# William Donovan Stamer
William Donovan Stamer, britanski general, * 1895, † 1963.